# Parisette
Parisette è un serial cinematografico del 1921 in 12 episodi diretto da Louis Feuillade con protagonista l'attrice di origine russa Sandra Milovanoff. Tra gli altri interpreti del film, anche i registi René Clair e Robert Florey. Quest'ultimo, appare anche come aiuto regista.

## Trama
Parisette è una giovane ballerina, nipote di Cogolin. Un aristocratico portoghese, Joaquin de Costabella, resta colpito dalla somiglianza di Parisette con quella di sua figlia, morta in giovane età. Cogolin viene intanto ingiustamente accusato di omicidio e fugge a Nizza. Si scopre che Parisette, in effetti, è la sorella della giovane morta mentre verrà riconosciuta l'innocenza di Cogolin che sarà scagionato da ogni accusa.

## Episodi
1. Manoela
2. Le Secret de Madame Stephan
3. L'Affaire de Neuilly
4. L'Enquête
5. La Piste
6. Grand-Père
7. Le Faux révérend
8. Family house
9. L'Impasse
10. Le Triomphe de Cogolin
11. La Fortune de Joaquim
12. Le Secret des Costabella

## Produzione
Il film fu prodotto dalla Société des Etablissements L. Gaumont e venne girato in Portogallo.

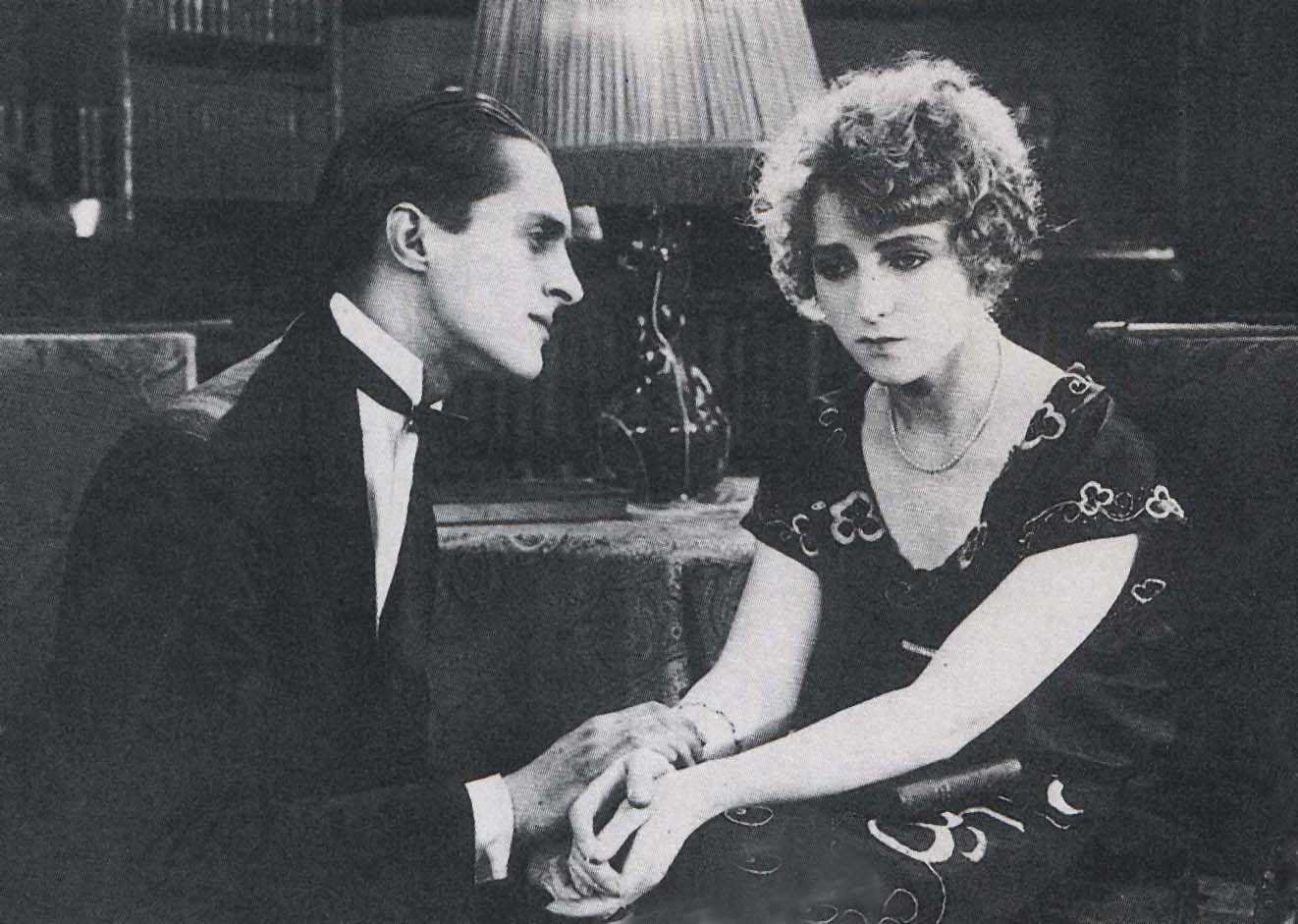
René Clair e Sandra Milovanoff

## Distribuzione
Distribuito dalla Société des Etablissements L. Gaumont che lo presentò  in prima il 10 dicembre 1921. Venne poi distribuito nelle sale il 3 marzo 1922. Copia delle pellicola, un positivo restaurato 35 mm viene consertvata negli archivi del Museum of Modern Art.

### Data di uscita
IMDb
- Francia 10 dicembre 1921 (limited)
- Francia 3 marzo 1922
- Portogallo 7 gennaio 1924

Alias
- Parisette Portogallo